# Realme X3
realme X3 та realme X3 SuperZoom — смартфони, розроблені компанією realme, що входять до флагманської та субфлагманської серії «X». realme X3 був представлений 25 червня 2020 року, а X3 SuperZoom —  26 травня 2020 року.
В Україні був доступний лише realme X3 SuperZoom. Його особливістю став перископічний телеоб'єктив з 5x оптичним та 60x цифровим зумом.

## Дизайн
Екран виконаний зі скла Corning Gorilla Glass 5. Задня панель виконана зі скла. Торці виконані з пластику.
За дизайном смартфони практично ідентичні. Різниця в обрамленні телеоб'єктиву у тиловому модуля камери. У realme X3 обрамлення кругле, а в X3 SuperZoom — квадратне.
Знизу знаходяться роз'єм USB-C, динамік, мікрофон та слот під 2 SIM-картки. Зверху розташований другий мікрофон. З лівого боку смартфона розташовані кнопки регулювання гучності. З правого боку розміщена кнопка блокування смартфону, в яку вбудований сканер відбитків пальців.
Смартфони продавалися в 2 кольорах: Арктичний білий та Блакитний льодовик.

## Технічні характеристики

### Платформа
Смартфони отримали процесор Qualcomm Snapdragon 855+ та графічний процесор Adreno 640.

### Батарея
Батарея отримала об'єм 4200 мА·год та підтримку швидкої зарядки на 30 Вт.

### Камера
Realme X3 отримав основну квадрокамеру 64 Мп, f/1.8 (ширококутний) + 12 Мп, f/2.5 (телеоб'єктив) з 2x оптичним зумом + 8 Мп, f/2.3 (ультраширококутня) + 2 Мп, f/2.4 (макро) з фазовим автофокусом. Також смартфон отримав подвійну фронтальну камеру 16 Мп, f/2.0 (ширококутний) + 8 Мп, f/2.3 (ультраширококутний) з кутом огляду 105˚.
Realme X3 SuperZoom отримав основну квадрокамеру 64 Мп, f/1.8 (ширококутний) + 8 Мп, f/3.4 (перископічний телеоб'єктив) з 5x оптичним та 60x цифровим зумом + 8 Мп, f/2.3 (ультраширококутня) + 2 Мп, f/2.4 (макро) з фазовим автофокусом. Також смартфон отримав подвійну фронтальну камеру 32 Мп, f/2.5 (ширококутний) + 8 Мп, f/2.3 (ультраширококутний) з кутом огляду 105˚. 
Основна та передня камери обох моделей вміють записувати відео в роздільній здатності 4K@60fps та 1080p@30fps відповідно.

### Екран
Екран IPS LCD, 6.6", FullHD+ (2400 × 1080) зі співвідношенням сторін 20:9, щільністю пікселів 399 ppi, частотою оновлення дисплею 120 Гц та овальним вирізом під подвійну фронтальну камеру.

### Пам'ять
Realme X3 продавався в комплектаціях 6/128 та 8/128 ГБ.
Realme X3 SuperZoom продавався в комплектаціях 8/128 та 12/256 ГБ. В Україні була доступна версія на 8/128 ГБ.

### Програмне забезпечення
Смартфони були випущені на realme UI 1 на базі Android 10. Були оновлені до realme UI 3 на базі Android 12.